# Pangrapta euzonea
Pangrapta euzonea là một loài bướm đêm trong họ Erebidae.